# Špinat (biljna vrsta)

## Opis
Špinat (lat. Spinacia oleracea) uzgaja se zimi i ljeti, pa govorimo o dvjema vrstama špinata - zimskom i ljetnom.
- Zimski ili obični špinat ima oblik rozete, a prema sorti lišće mu je veće ili manje, zaobljena ili šiljasta vrha. Neke sorte imaju sočnije listove zelene boje, neke imaju tanje listove, a boja im je svjetlija. Prilikom prodaje s rozetom, korijen mora biti odrezan izvan vanjske krune lišća. beru se samo veći listovi.
- Ljetni špinat ima debelo, mesnato, trokutasto lišće, koje je sočnije od lišća običnog špinata, ali je sivozelene boje. Ta vrsta špinata ima razgranatu stabljiku koja se s granama u promjeru otprilike 1,5 m prostire po tlu. Beru se samo listovi

## Nutritivna vrijednost
Špinat ima dosta željeza, ali i oksalne kiseline. Oksalna kiselina veže kalcij i čini ga neupotrebljivim za ljudski organizam. Prema novijim istraživanjima, špinat se ne preporuča kao česta hrana mlađim osobama i djeci, ali je izvrsna hrana za starije ljude.
Kod kuhanja špinata prvu vodu treba baciti. U njoj ima nitrata, koji se pod utjecajem bakterija pretvaraju u ''nitrite'', stoga se kuhani špinat ne smije ostavljati za drugi obrok.

## Upotreba u kulinarstvu
Da bi se uklonilo djelovanje oksalne kiseline, špinat je korisno pripremati kao varivo sa zaprškom od brašna i s mlijekom. Špinat se može jesti kuhan i preliven uljem te sirov kao salata jer je bogat vitaminom C.
Vrlo je tražen smrznuti špinat koji je prije zamrzavanja opran, usitnjen, blanširan, a zatim pakovan u manje ili veće vrećice.